# Nyctemera kinabaluensis
Nyctemera kinabaluensis là một loài bướm đêm thuộc phân họ Arctiinae, họ Erebidae.